# Hôtel de comitat de Pest
L'Hôtel de comitat de Pest (en hongrois : Pesti megyeháza) est un édifice   monumental de style classique situé dans le 5e arrondissement de Budapest. Il abrite le siège de la collectivité territoriale de Pest.

## Description
L’hôtel de comté a été construit entre 1804 et 1841 en trois phases. Les trois parties du bâtiment, qui diffèrent par leur apparence et leurs solutions architecturales, forment une unité harmonieuse. La façade principale en forme de palais classique à deux étages est décorée d’une rangée d’arcs au rez-de-chaussée, de six colonnes corinthiennes aux étages supérieurs et d’un tympan au-dessus, dans lequel sont placées les armoiries du lion du comté. Elle constitue, avec sa cour à colonnades, l’une des plus belles œuvres de l’architecture classique hongroise. Ses ailes entourent trois cours, qui sont reliées entre elles par de larges passages.

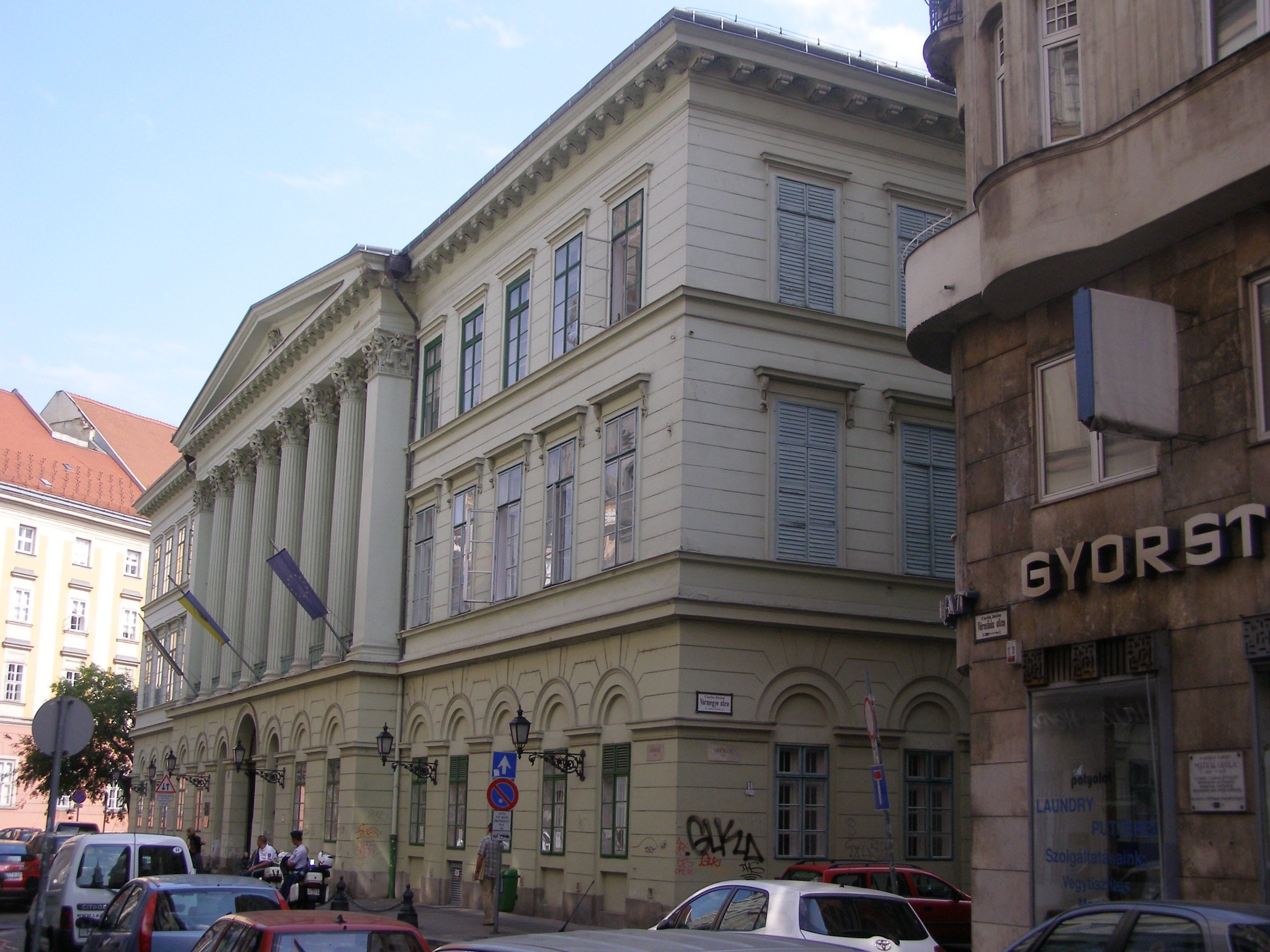
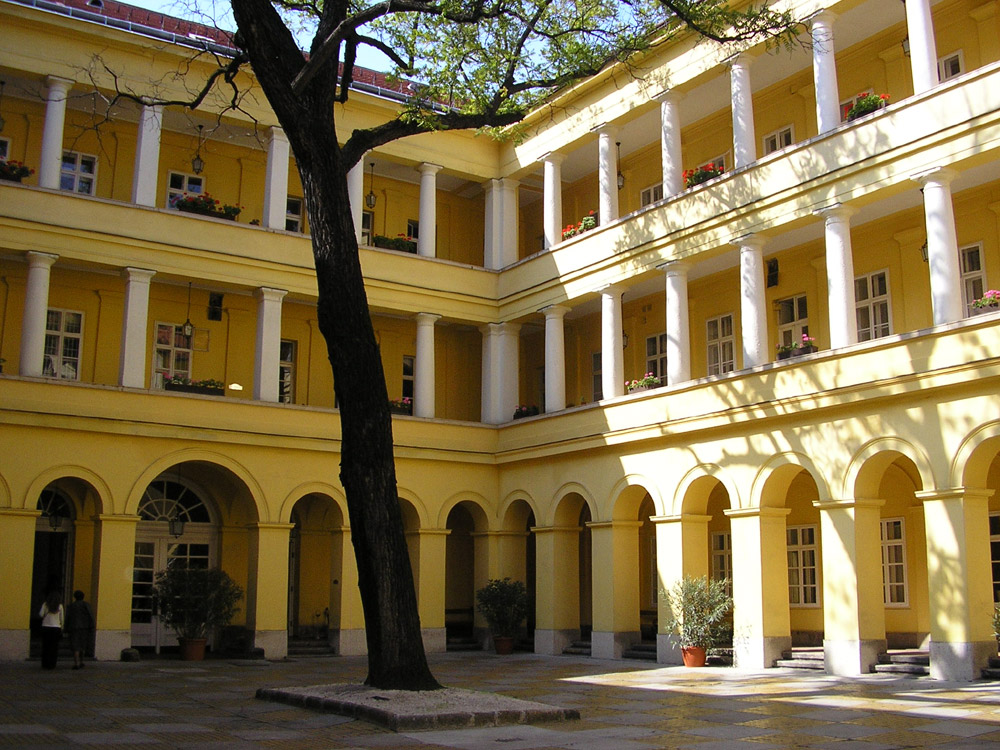
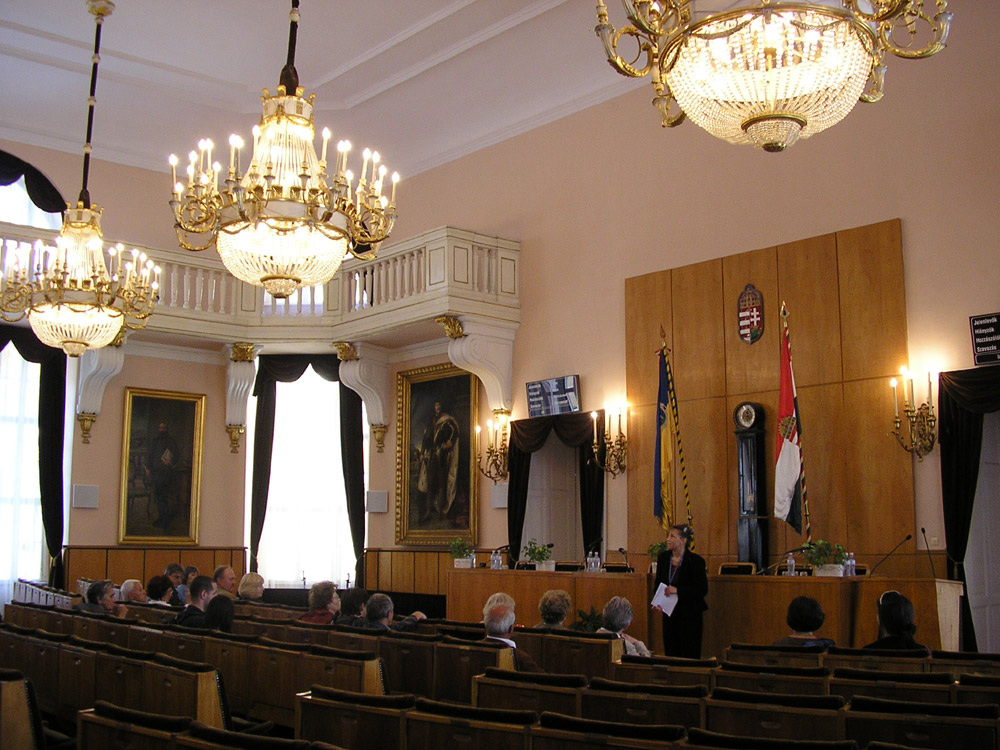